# Nokia 8910
Nokia 8910 — имиджевый аппарат фирмы, пришедший на смену Nokia 8850.

## Особенности
Именно в Nokia 8910 впервые в коммерческом производстве применили титан, отсюда вытекает и цена этого аппарата. До этого компания Ericsson показала возможность применения титана при изготовлении корпусов для телефонов выпустив Ericsson R320 Titan партией в 50 штук. В остальном телефон является типичным представителем класса имиджевых аппаратов. Всего было выпущено около 350 000 экземпляров.
Также интересен механизм раскрытия телефона. На боковых гранях аппарата расположены две клавиши, при одновременном нажатии на которые телефон «выстреливает» вверх (закрытие осуществляется вручную).

## Характеристика
| Общие данные                 |                                          |
| Дата выпуска                 | 2002 г                                   |
| Стандарт                     | GSM 900, GSM 1800                        |
| SAR                          | 0.52 W/kg                                |
| Длина                        | 103 мм                                   |
| Ширина                       | 46 мм                                    |
| Толщина                      | 20 мм                                    |
| Вес                          | 110 г.                                   |
| Тип батареи                  | Li-ion (BLB-2)                           |
| Емкость                      | 830 mAh                                  |
| Время ожидания               | 100 ч                                    |
| Время разговора              | 2 ч                                      |
| Время заряда                 | 1 ч (Используя ACP-12)                   |
| Корпус                       |                                          |
| Конструкция корпуса          | слайдер                                  |
| Материал корпуса             | металл (Корпус изготовлен из титана)     |
| Цвета корпуса                | Titanium, Black                          |
| Встроенная антенна           |                                          |
| Дисплей 8910                 |                                          |
| Кол-во цветов                | монохромный                              |
| Размер экрана                | 96 x 65 px (5 строк)                     |
| Работа со звуком             |                                          |
| Звонок                       | тональный                                |
| Вибро                        |                                          |
| Голосовой набор              | 10                                       |
| Голосовое управление         | 5                                        |
| Диктофон                     | 3                                        |
| Контакты                     |                                          |
| Номера в памяти аппарата     | 500                                      |
| Расширенная книга контактов  |                                          |
| Поддержка групп абонентов    |                                          |
| Передача данных в Нокиа 8910 |                                          |
| WAP                          | v 1.2.1                                  |
| GPRS                         | Class 4 (8-12 kbps) HSCSD (до 43.2 kbps) |
| IrDA                         |                                          |
| Bluetooth                    | v1.1                                     |
| Дополнительно                |                                          |
| Органайзер                   | До 250 заметок                           |
| Календарь                    |                                          |

## Nokia 8910i
Обновлённая модель была анонсирована в ноябре 2002 года и её отличие было в том, что вместо двух вариантов окраски корпуса телефон выполняется только в одном (черном), а также цветном экране. По аналогии с существующим на тот момент модельным рядом, новый экран поддерживает до 4096 цветов. Другое важное отличие - поддержка Java-приложений. Также в i-модели появился диктофон и дополнительная память размером 140 килобайт.

## Похожие модели
- Nokia 8800
- Nokia 8810
- Nokia 8850